# Comuni del Suriname

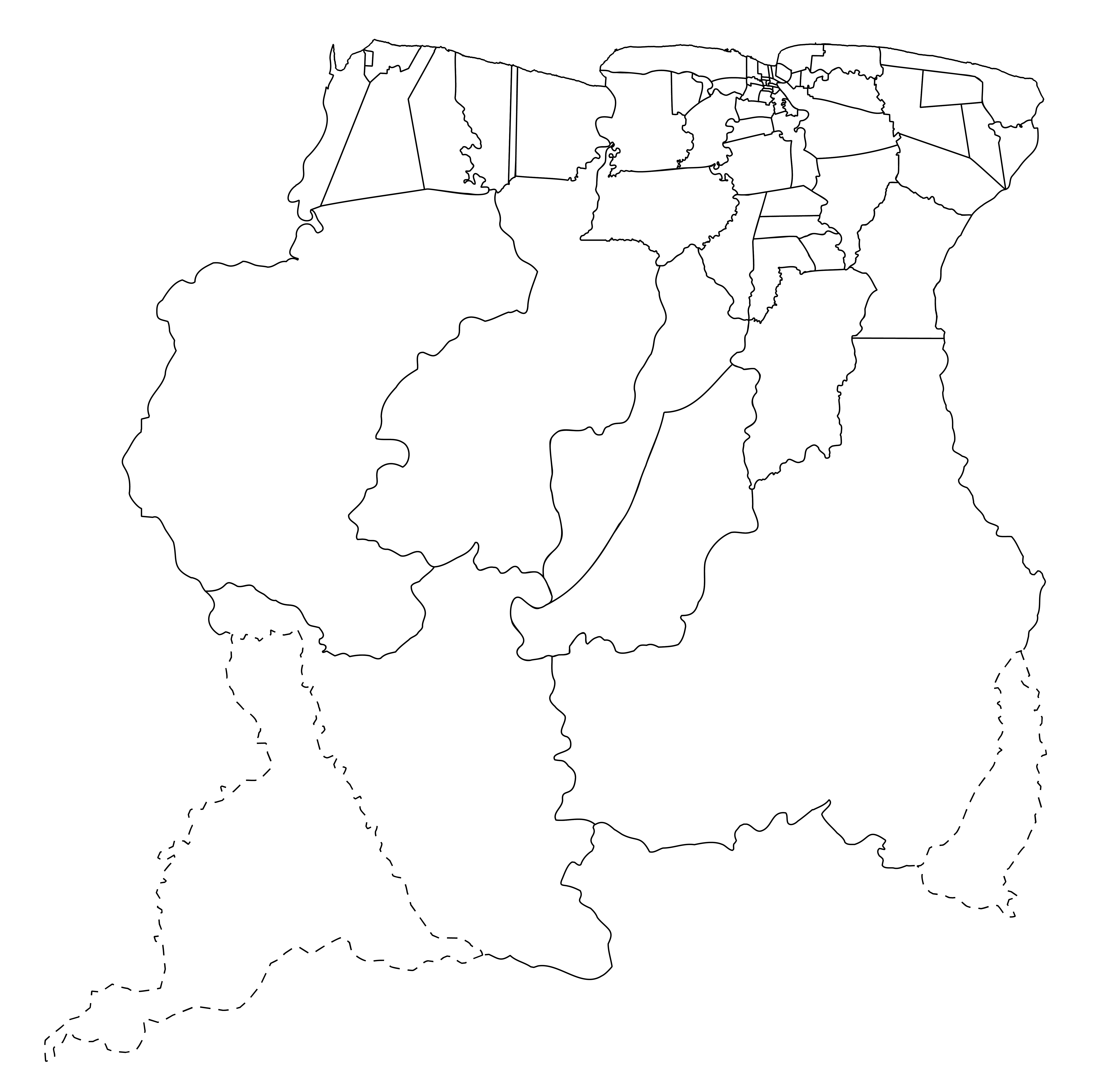
Confini di tutti i comuni

I comuni del Suriname (olandese ressort, plurale ressorten) o sottodistretti sono la seconda e più piccola suddivisione politica del Suriname, dopo i distretti. 
Il termine ressort viene spesso tradotto in "comune" sebbene l'amministrazione del Paese sia centralizzata e non ci siano vere e proprie municipalità.
I sottodistretti hanno un organo rappresentativo ma non esecutivo, il ressort raad (consiglio di sottodistretto); come i consigli di distretto, vengono eletti ogni 5 anni alle elezioni nazionali.

## Lista
Al censimento del 2012 sono presenti 62 comuni, ciascuno appartenente a un solo distretto, che ricoprono l'intero territorio nazionale; la dimensione dei comuni può variare molto, da  pochi km² nel Distretto di Paramaribo (che contiene l'agglomerato della capitale, diviso in vari comuni) a decine di migliaia di km² nelle zone poco abitate dell'interno.

### Distretto di Brokopondo

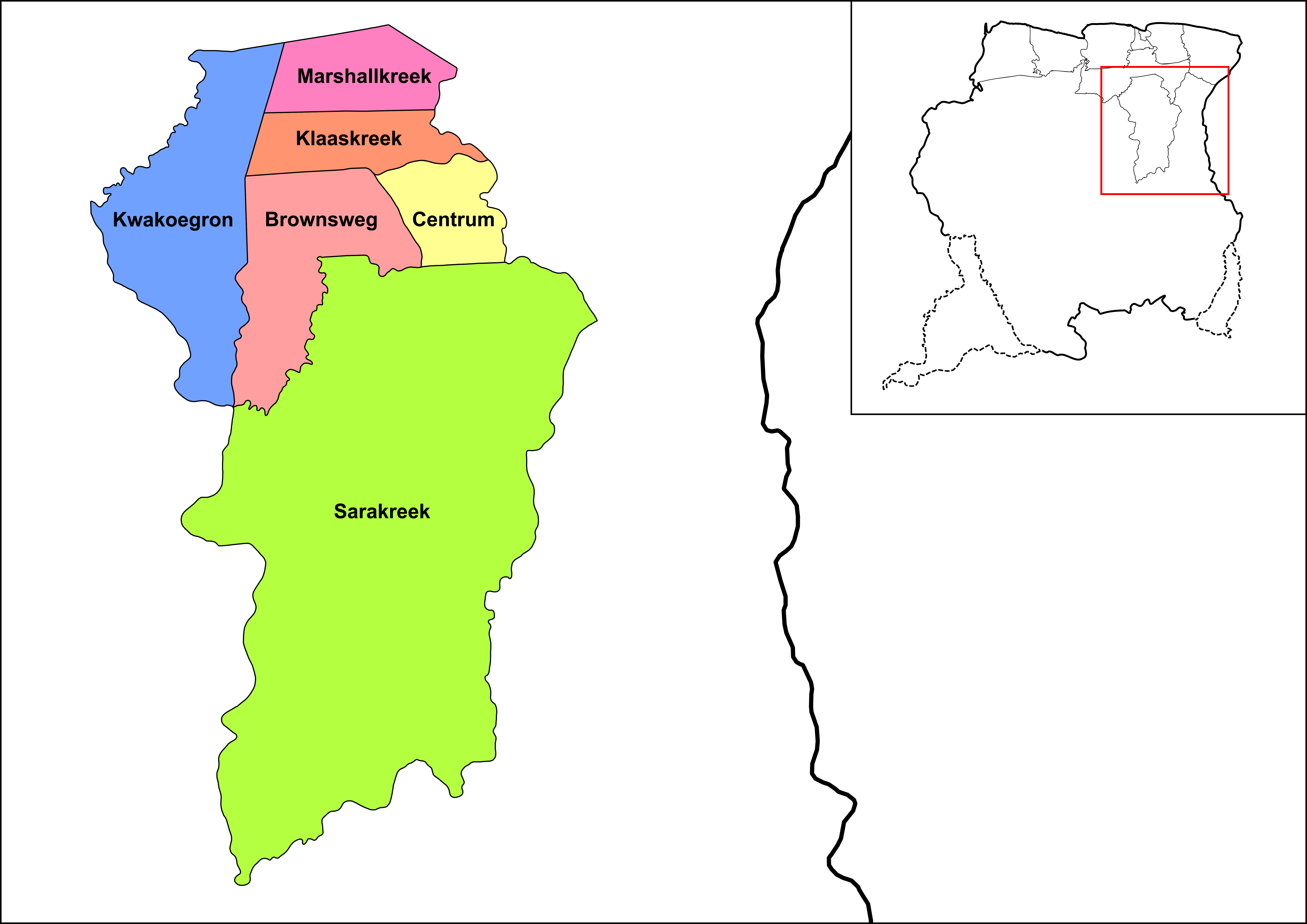
Comuni del distretto di Brokopondo

| Comune        | Popolazione (2012) | Superficie (km²) |
| ------------- | ------------------ | ---------------- |
| Brownsweg     | 4 793              | 731              |
| Centrum       | 4 482              | 314              |
| Klaaskreek    | 2 124              | 349              |
| Kwakoegron    | 263                | 105              |
| Marshallkreek | 1 171              | 354              |
| Sarakreek     | 3 076              | 4 566            |

### Distretto del Commewijne

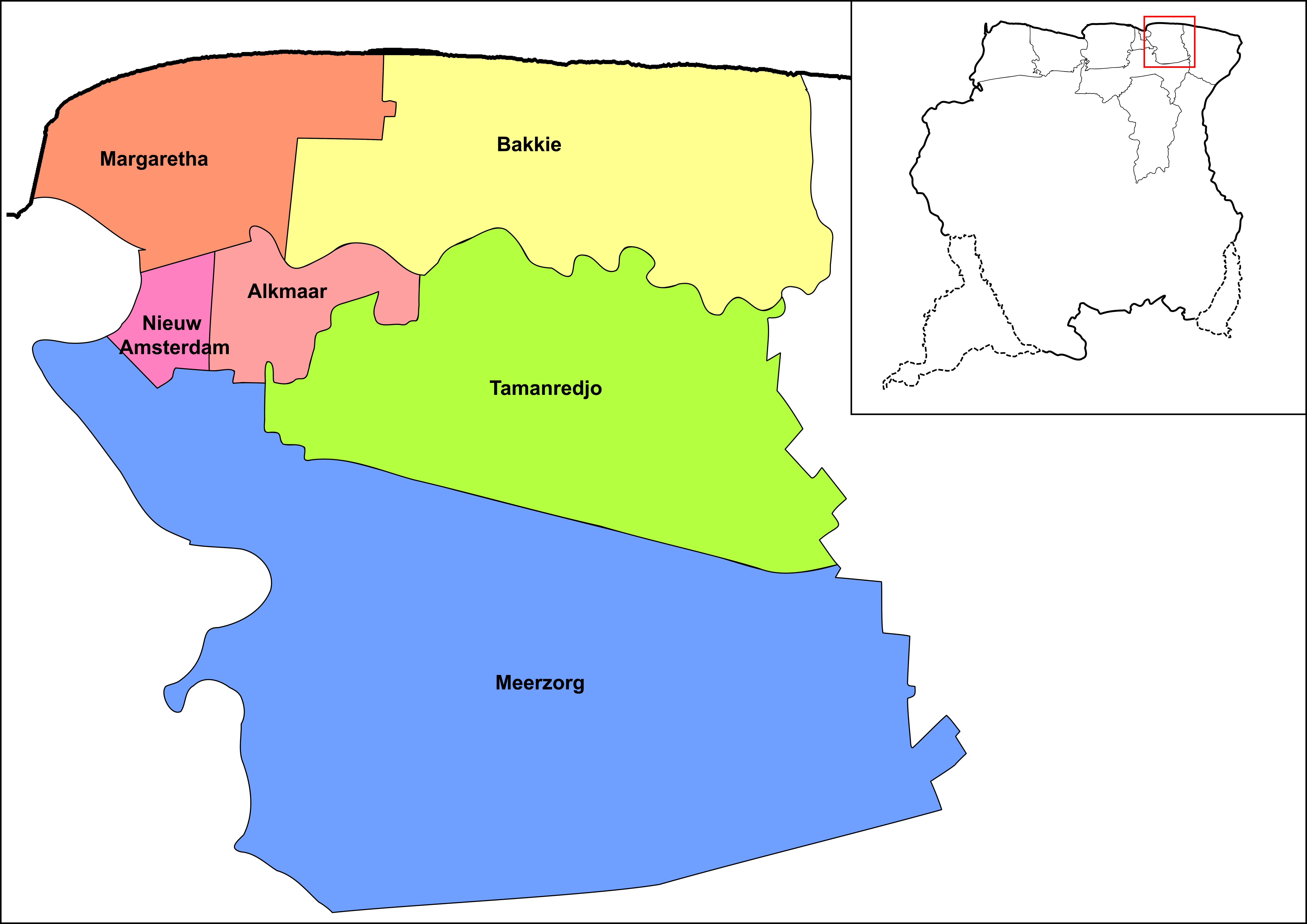
Comuni del distretto del Commewijne

| Comune          | Popolazione (2012) | Superficie (km²) |
| --------------- | ------------------ | ---------------- |
| Alkmaar         | 5 561              | 81               |
| Bakkie          | 447                | 440              |
| Margaretha      | 756                | 191              |
| Meerzorg        | 12 405             | 1 081            |
| Nieuw Amsterdam | 565                | 48               |
| Tamanredjo      | 6 601              | 512              |

### Distretto di Coronie

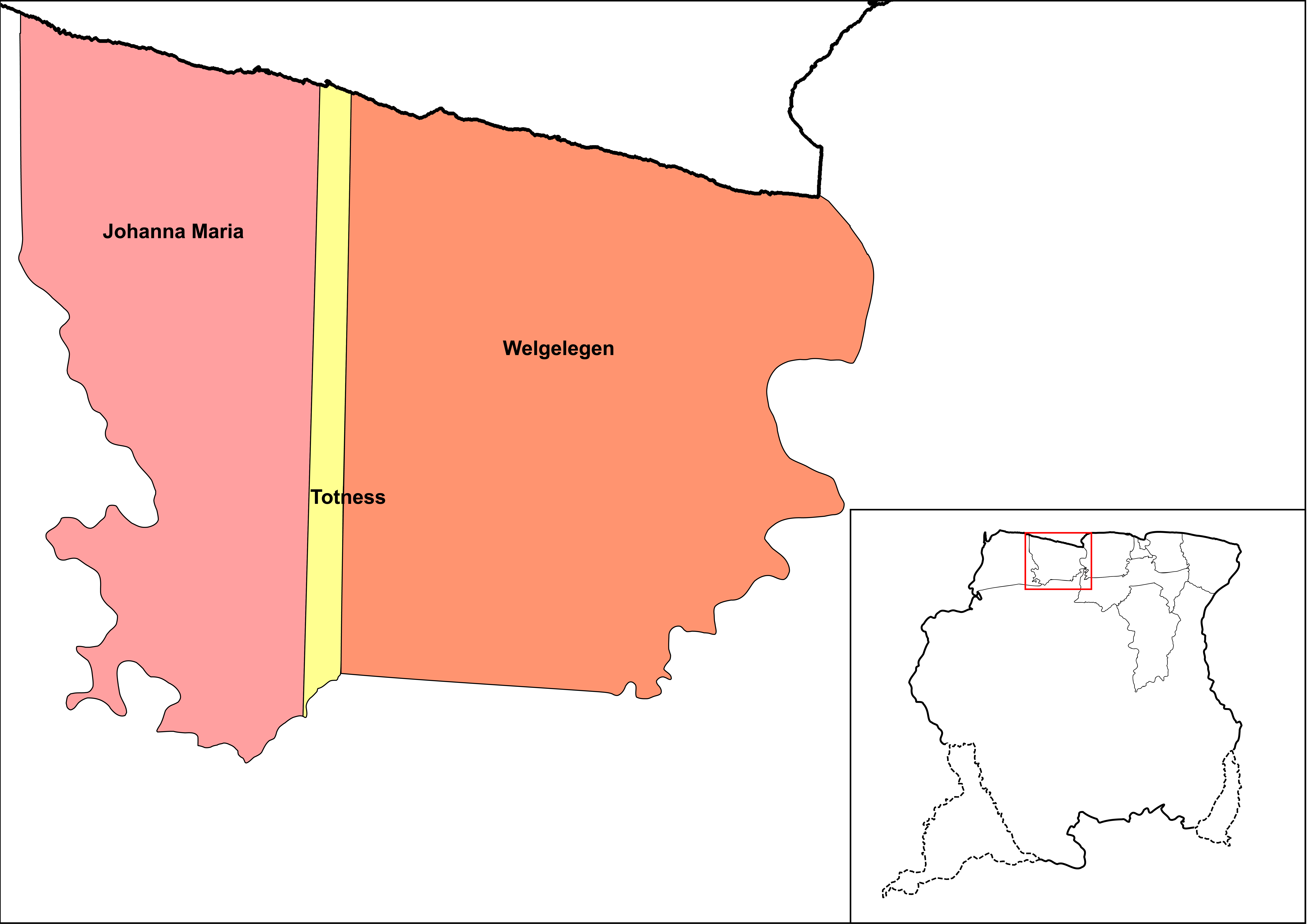
Comuni del distretto di Coronie

| Comune        | Popolazione (2012) | Superficie (km²) |
| ------------- | ------------------ | ---------------- |
| Johanna Maria | 648                | 1 586            |
| Totness       | 215                | 173              |
| Welgelegen    | 593                | 2 143            |

### Distretto del Marowijne

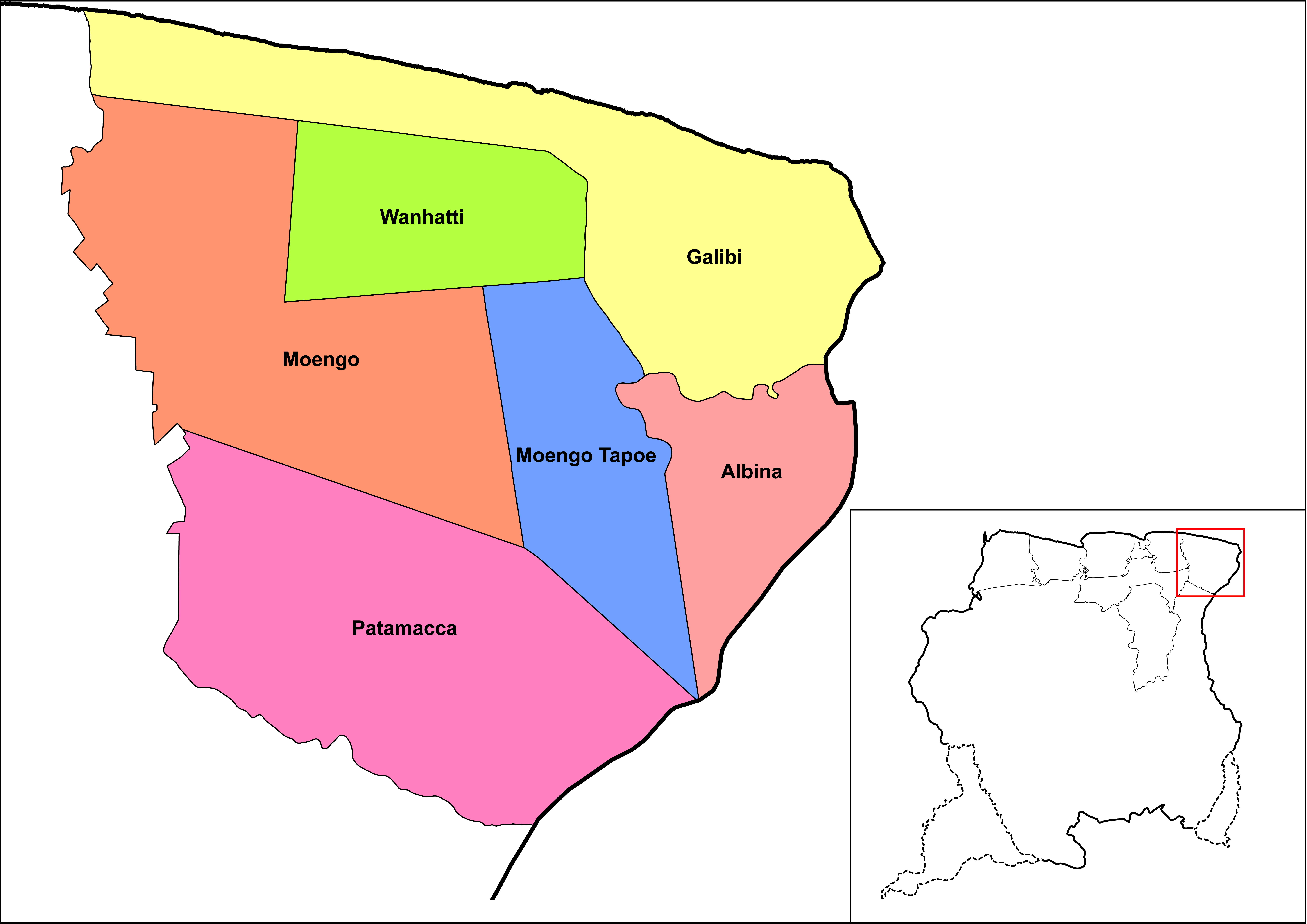
Comuni del distretto del Marowijne

| Comune      | Popolazione (2012) | Superficie (km²) |
| ----------- | ------------------ | ---------------- |
| Albina      | 5 247              | 397              |
| Galibi      | 741                | 1 014            |
| Moengotapoe | 579                | 455              |
| Moengo      | 10 834             | 1 117            |
| Patamacca   | 427                | 1 183            |
| Wanhatti    | 466                | 461              |

### Distretto del Nickerie

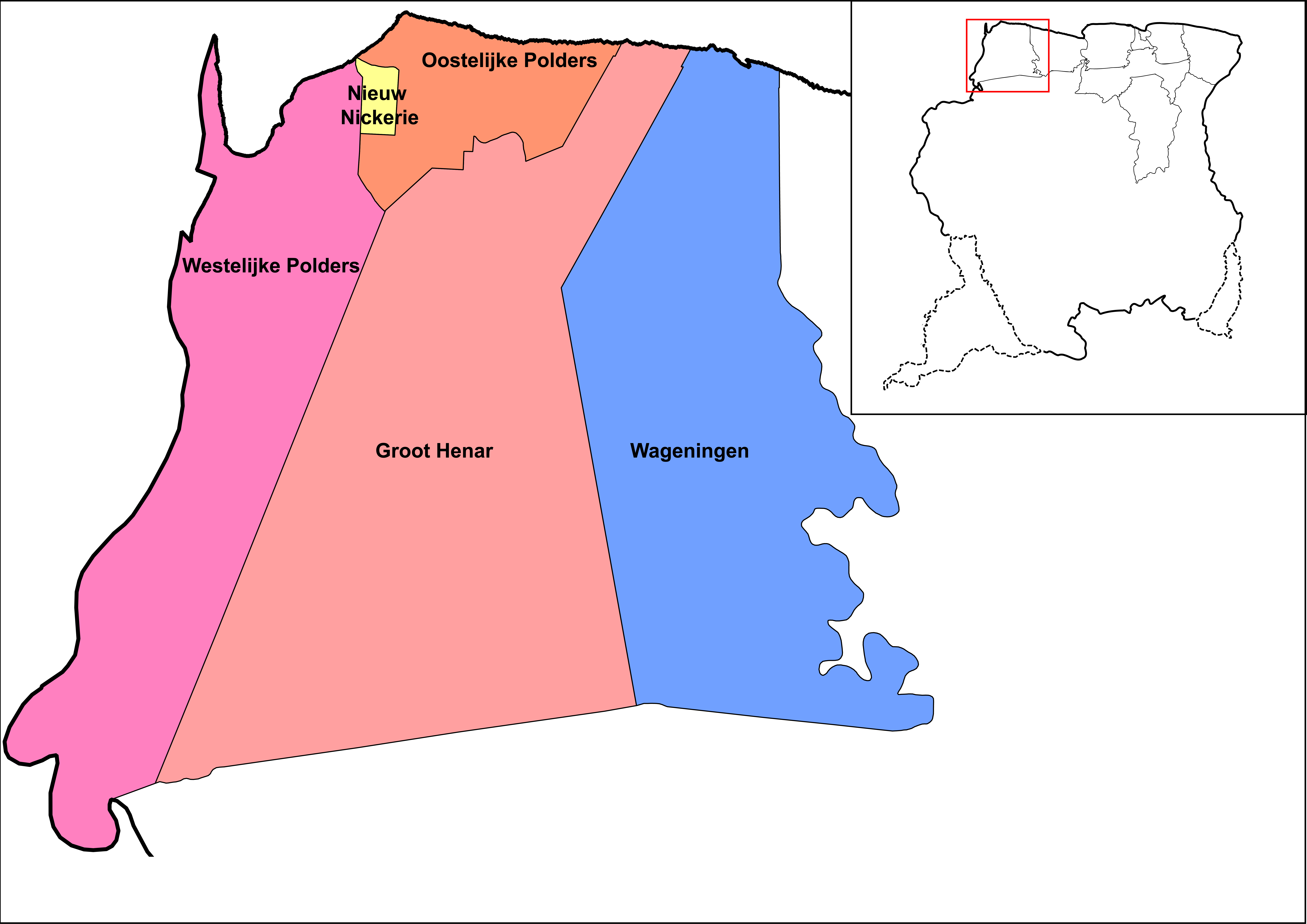
Comuni del distretto del Nickerie

| Comune             | Popolazione (2012) | Superficie (km²) |
| ------------------ | ------------------ | ---------------- |
| Groot Henar        | 2 709              | 2 185            |
| Nieuw Nickerie     | 12 818             | 30               |
| Oostelijke Polders | 7 153              | 357              |
| Wageningen         | 2 937              | 1 613            |
| Westelijke Polders | 8 616              | 1 168            |

### Distretto del Para

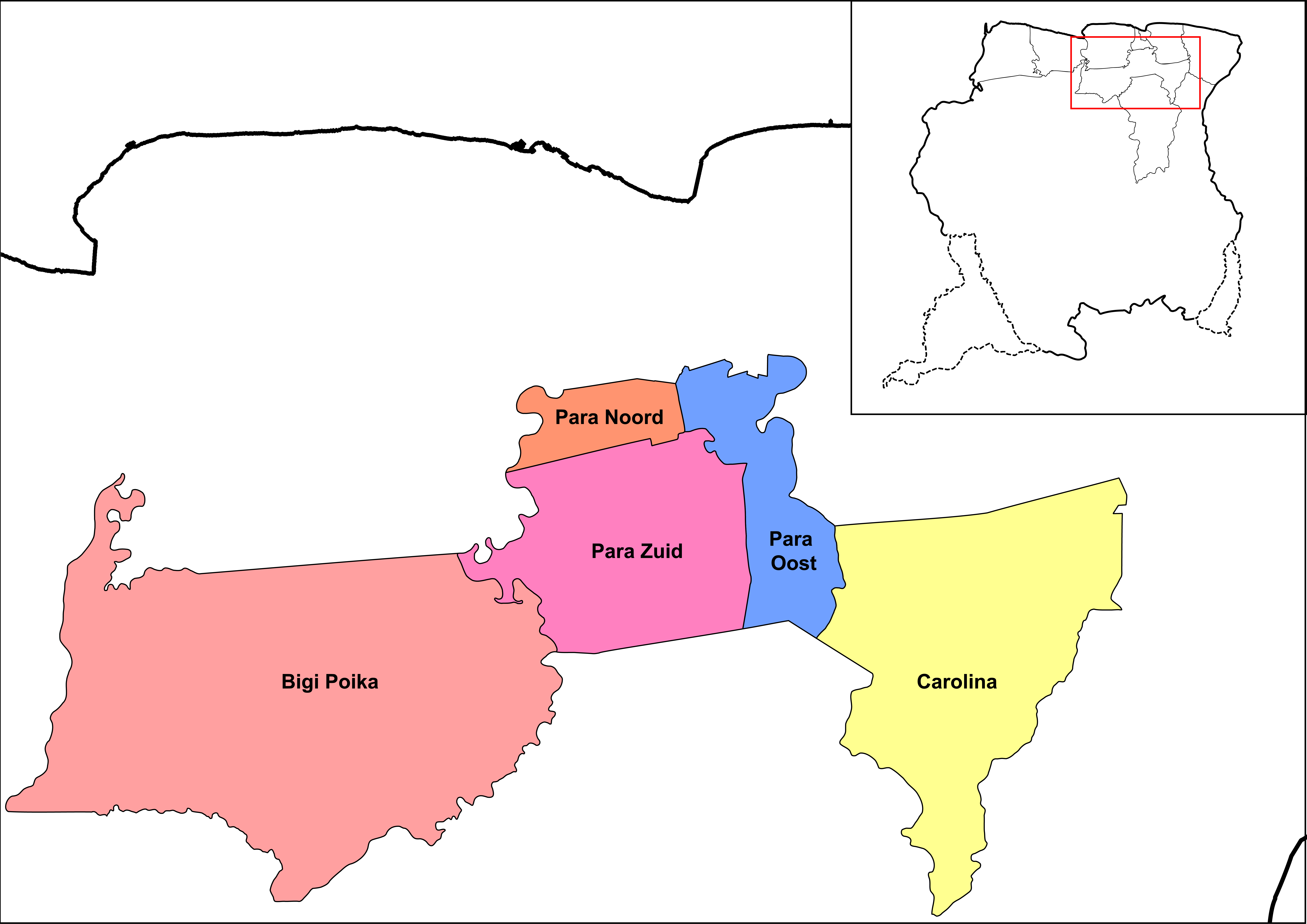
Comuni del distretto del Para

| Comune     | Popolazione (2012) | Superficie (km²) |
| ---------- | ------------------ | ---------------- |
| Bigi Poika | 525                | 2 361            |
| Carolina   | 343                | 1 441            |
| Para-Noord | 9 703              | 236              |
| Para-Oost  | 8 016              | 446              |
| Para-Zuid  | 6 113              | 909              |

### Distretto di Paramaribo

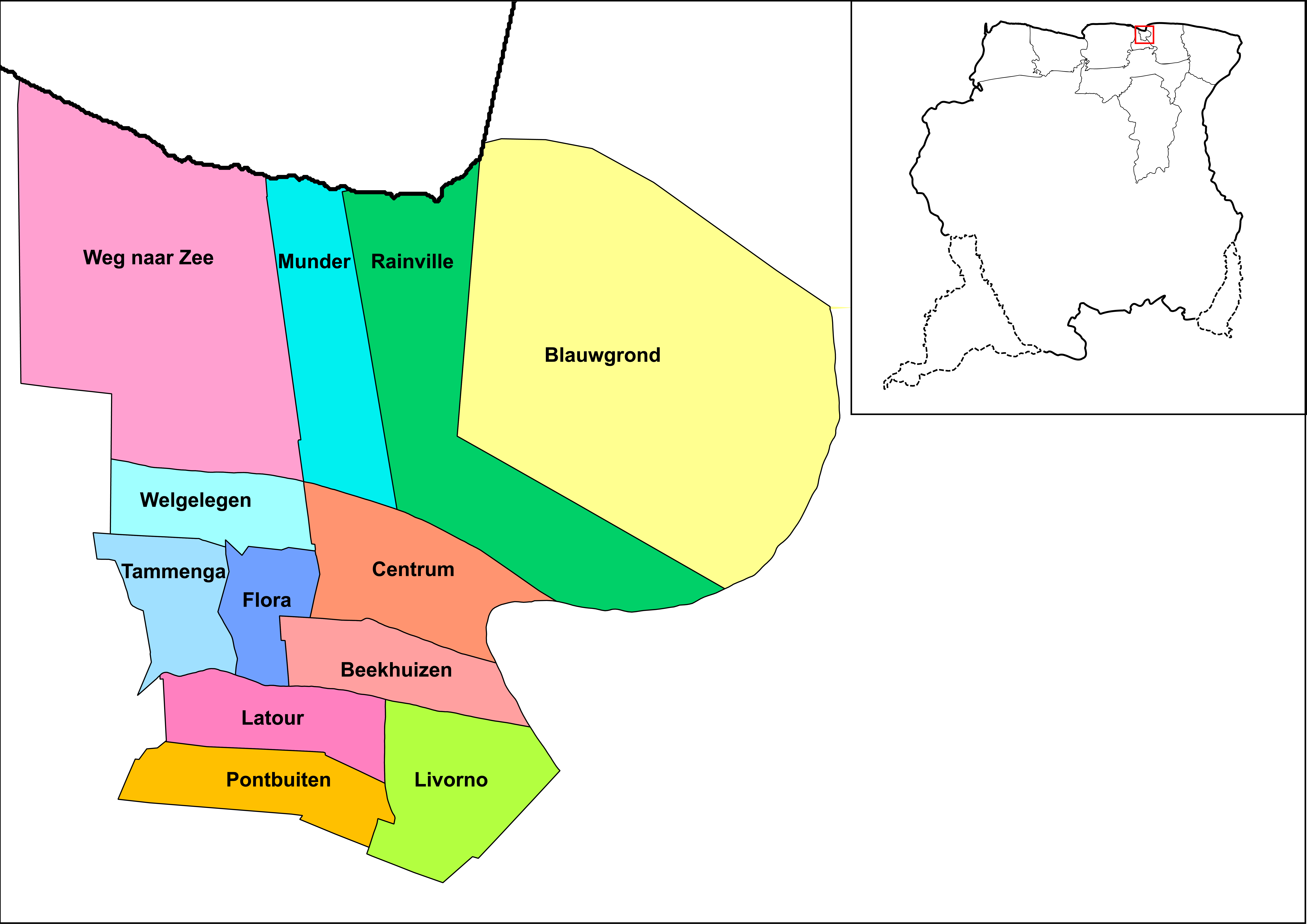
Comuni del distretto di Paramaribo

| Comune       | Popolazione (2012) | Superficie (km²) |
| ------------ | ------------------ | ---------------- |
| Beekhuizen   | 17 185             | 9                |
| Blauwgrond   | 31 483             | 43               |
| Centrum      | 20 631             | 9                |
| Flora        | 19 538             | 4                |
| Latour       | 29 526             | 6                |
| Livorno      | 8 209              | 9                |
| Munder       | 17 234             | 14               |
| Pontbuiten   | 23 211             | 6                |
| Rainville    | 22 747             | 31               |
| Tammenga     | 15 819             | 6                |
| Weg naar See | 16 037             | 41               |
| Welgelegen   | 19 304             | 7                |

### Distretto del Saramacca

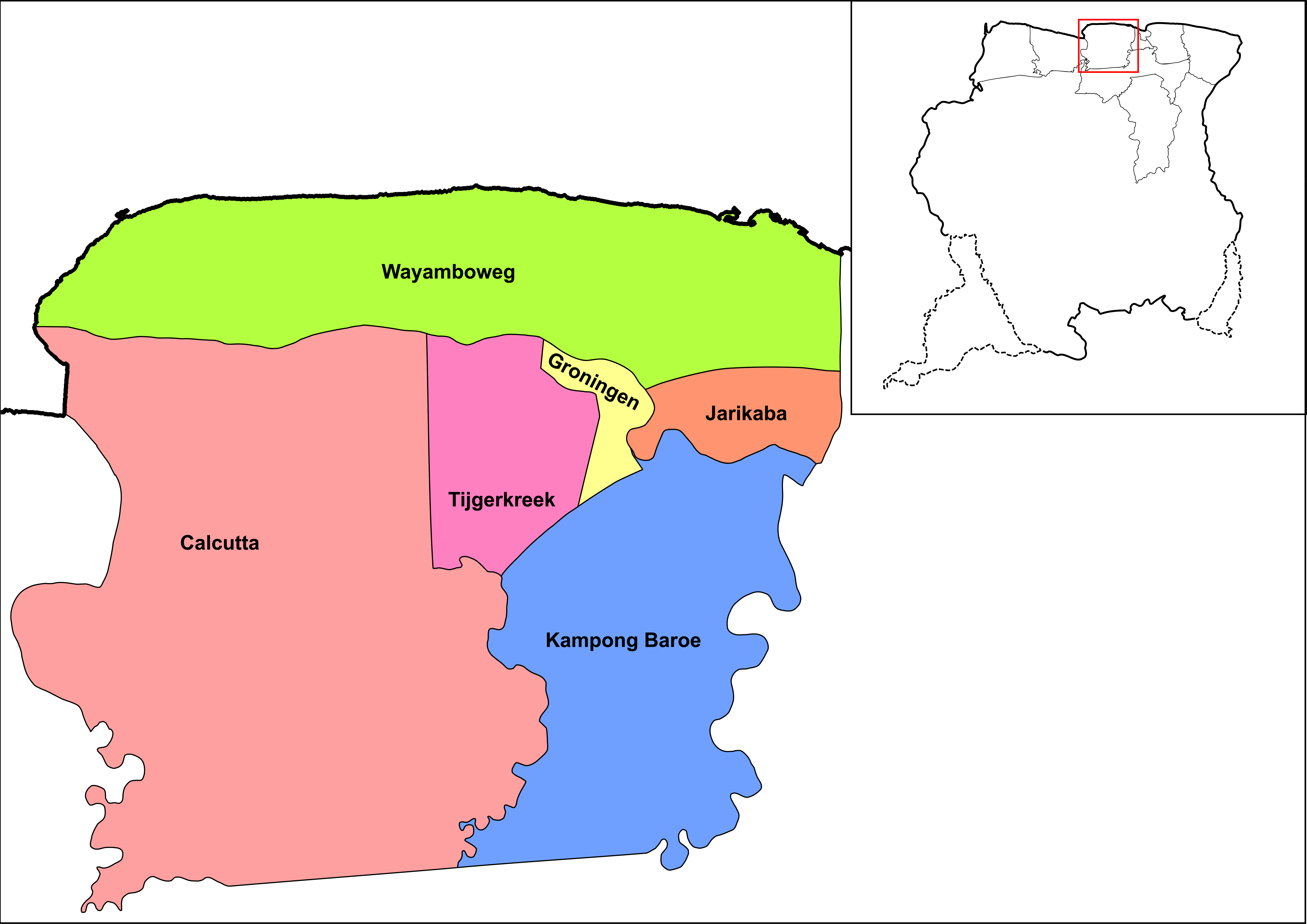
Comuni del distretto del Saramacca

| Comune        | Popolazione (2012) | Superficie (km²) |
| ------------- | ------------------ | ---------------- |
| Calcutta      | 1 647              | 1 655            |
| Groningen     | 2 818              | 57               |
| Jarikaba      | 5 963              | 127              |
| Kampong Baroe | 2 248              | 684              |
| Tijgerkreek   | 3 244              | 241              |
| Wayamboweg    | 156                | 872              |

### Distretto del Sipaliwini

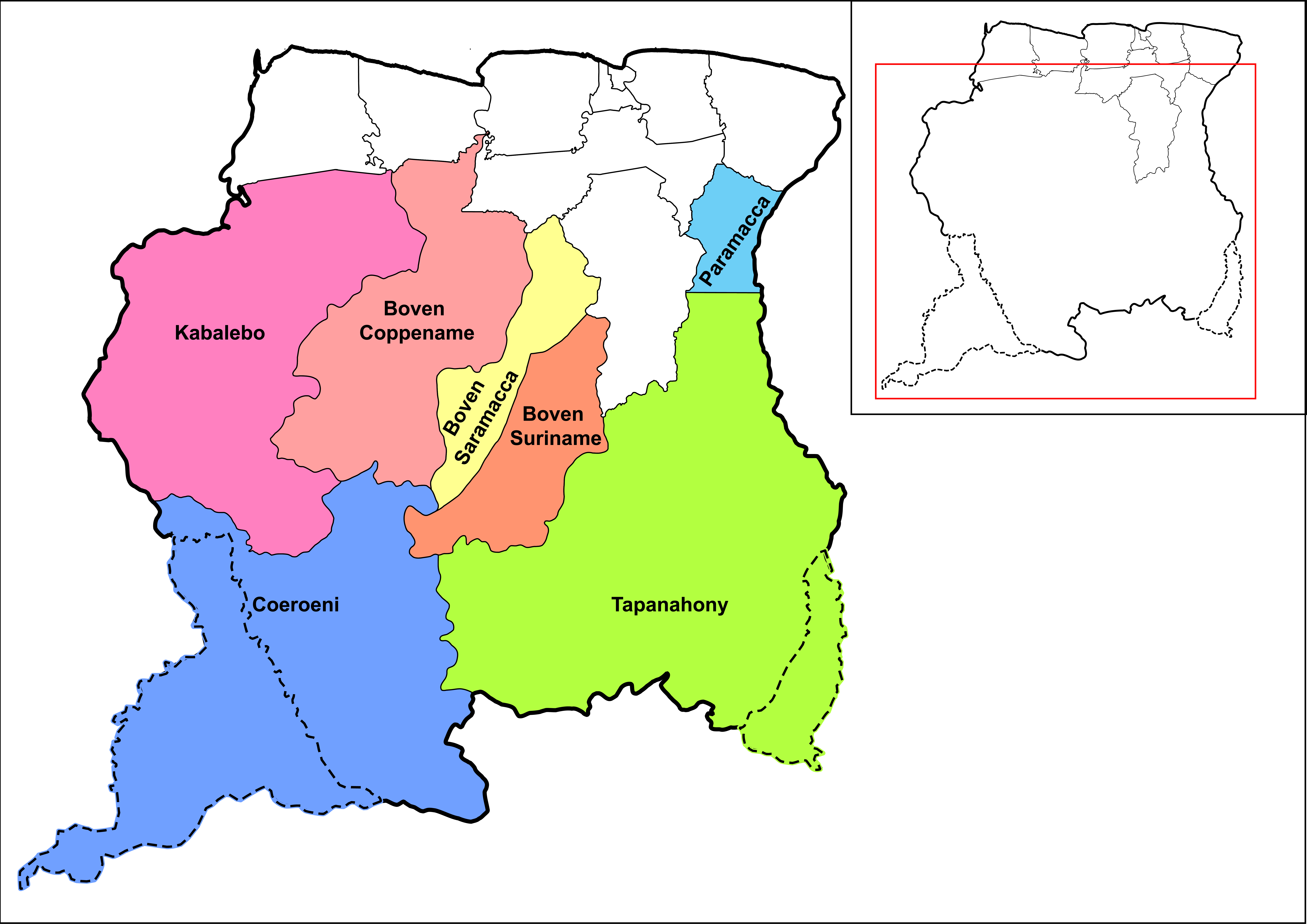
Comuni del distretto del Sipaliwini

| Comune          | Popolazione (2012) | Superficie (km²) |
| --------------- | ------------------ | ---------------- |
| Boven Coppename | 539                | 15 839           |
| Boven Saramacca | 1 427              | 5 929            |
| Boven Suriname  | 17 954             | 7 512            |
| Coeroeni        | 1 046              | 33 133           |
| Kabalebo        | 2 291              | 25 955           |
| Tapanahony      | 13 808             | 42 199           |

### Distretto di Wanica

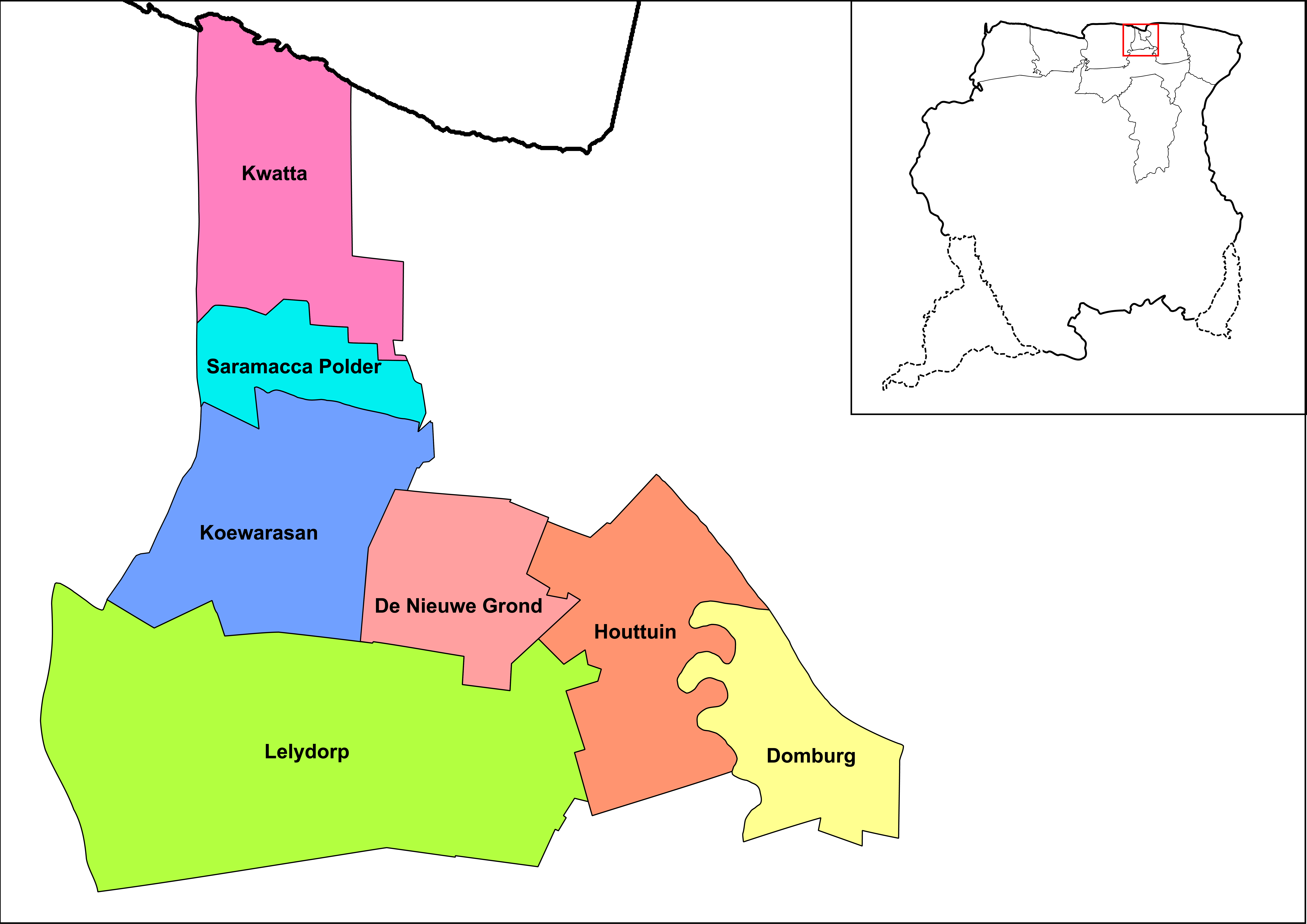
Comuni del distretto di Wanica

| Comune           | Popolazione (2012) | Superficie (km²) |
| ---------------- | ------------------ | ---------------- |
| De Nieuwe Grond  | 26 161             | 38               |
| Domburg          | 5 661              | 37               |
| Houttuin         | 15 656             | 58               |
| Koewarasan       | 27 713             | 71               |
| Kwatta           | 14 151             | 62               |
| Lelydorp         | 18 663             | 149              |
| Saramacca Polder | 10 217             | 28               |